# Gandrup
Gandrup – miasto w Danii, w regionie Jutlandia Północna, w gminie Aalborg.